# キマダラセセリ
キマダラセセリ（黄斑挵、 Potanthus flavus）は、チョウ目（鱗翅目）セセリチョウ上科セセリチョウ科に属するチョウの一種。

## 概要

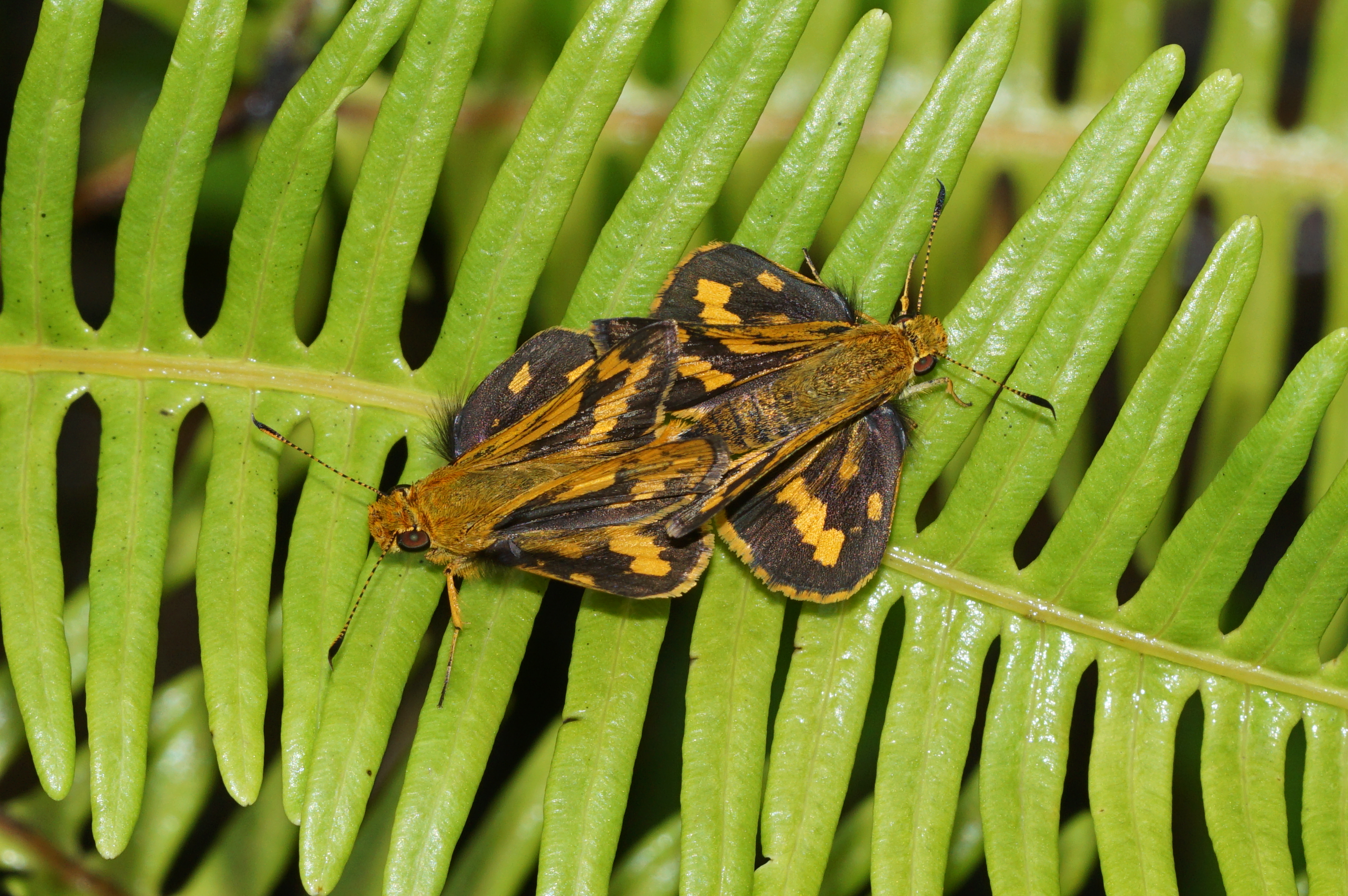
交尾

オレンジ色～褐色の斑模様を持つセセリチョウ。林縁や疎林・河川敷でよく見られ、あまり市街地には現れない。音を立てながらすばやく飛び、花によく集まるほか湿地で吸水したり、汚物や腐果にも来る。
食草はススキ、アシボソ（イネ科）、アズマネザサ（タケ科）など。成虫は年2～3回発生するが寒冷地では年1化。6月から9月にかけて見られるが、発生の谷となる7月～8月初めは少ない。越冬態は幼虫。

よく似た種にヒメキマダラセセリ、コキマダラセセリがいる。両種よりもキマダラセセリの方が羽の褐色部の面積が広いことで見分けられる。

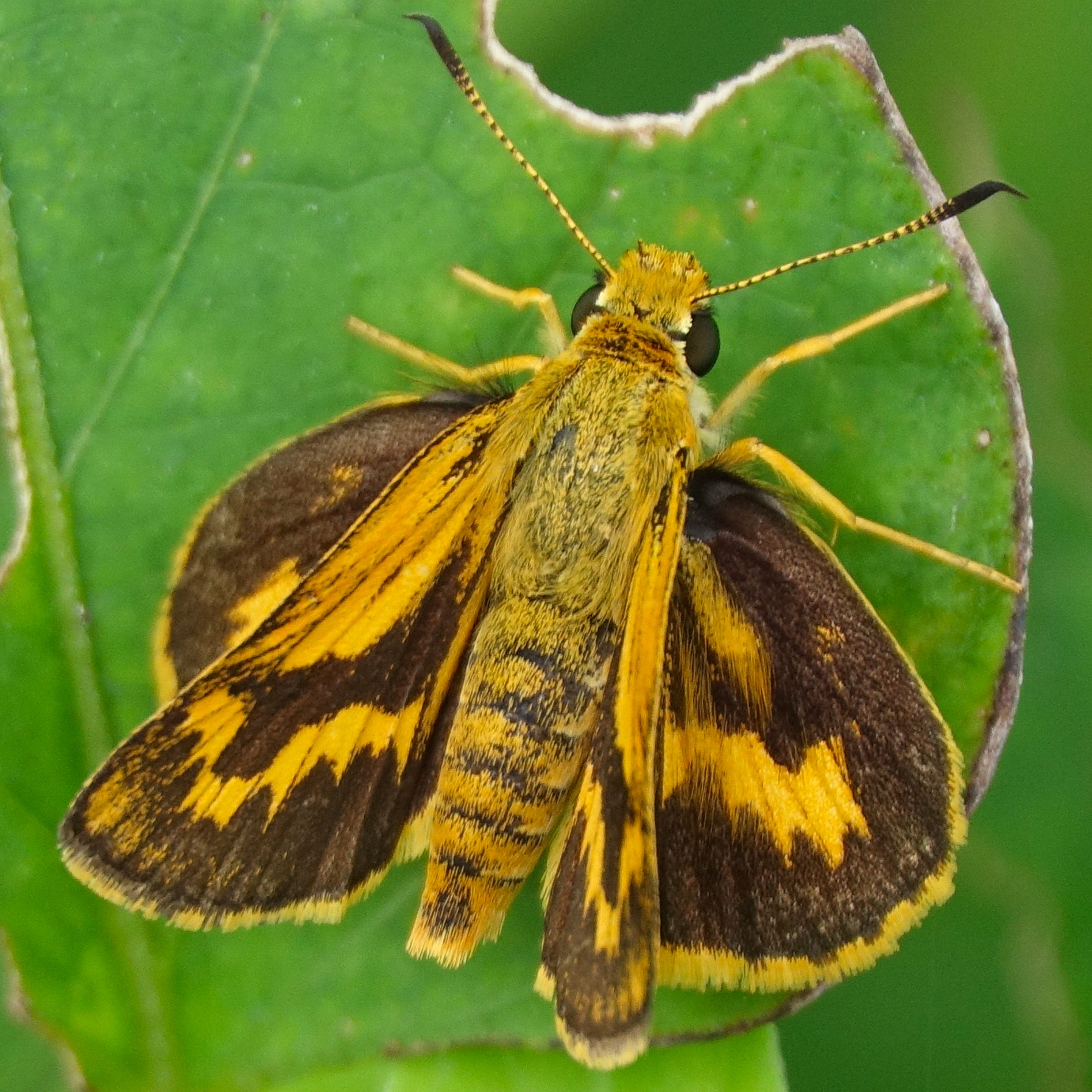
キマダラセセリ
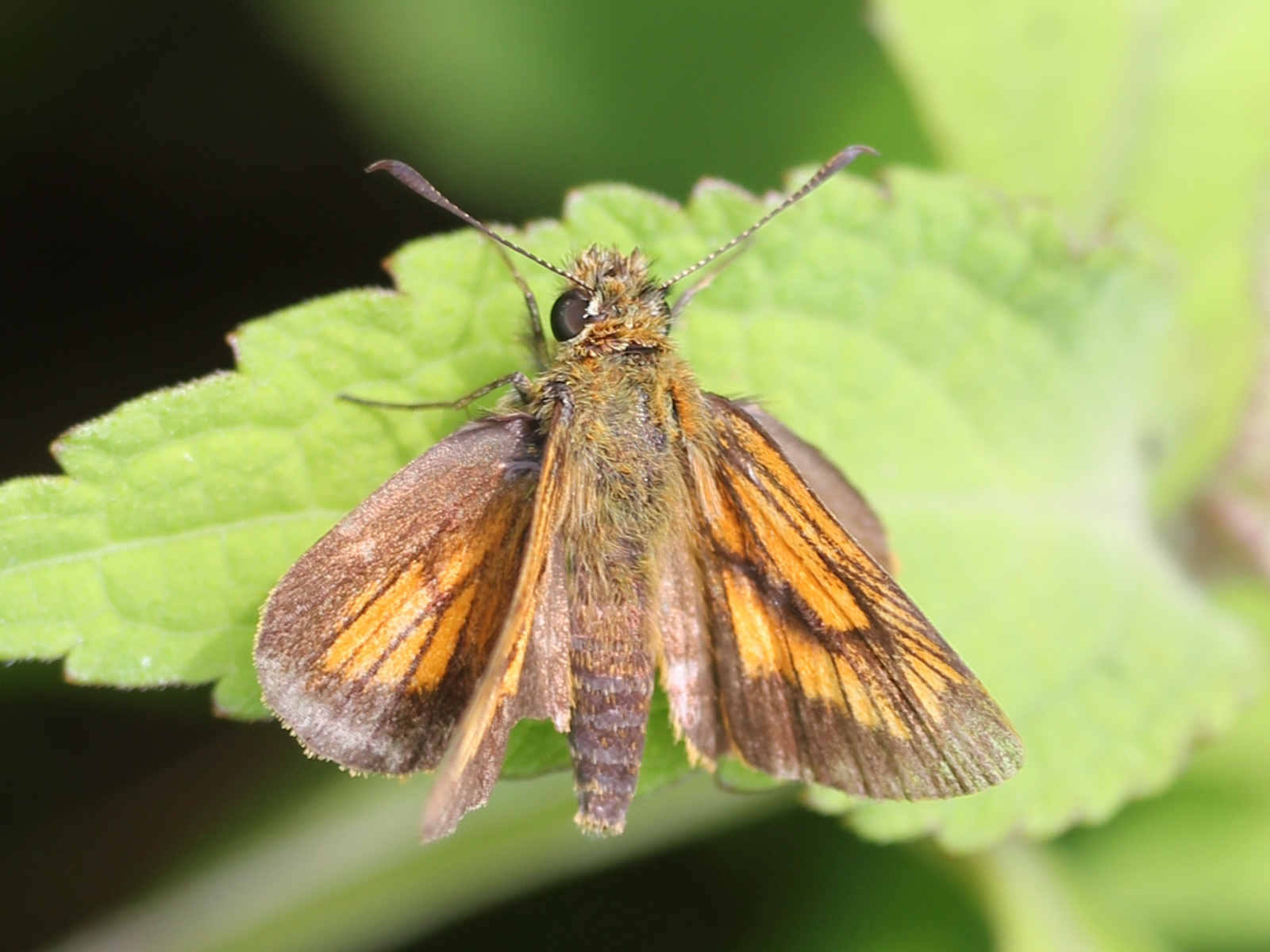
ヒメキマダラセセリ
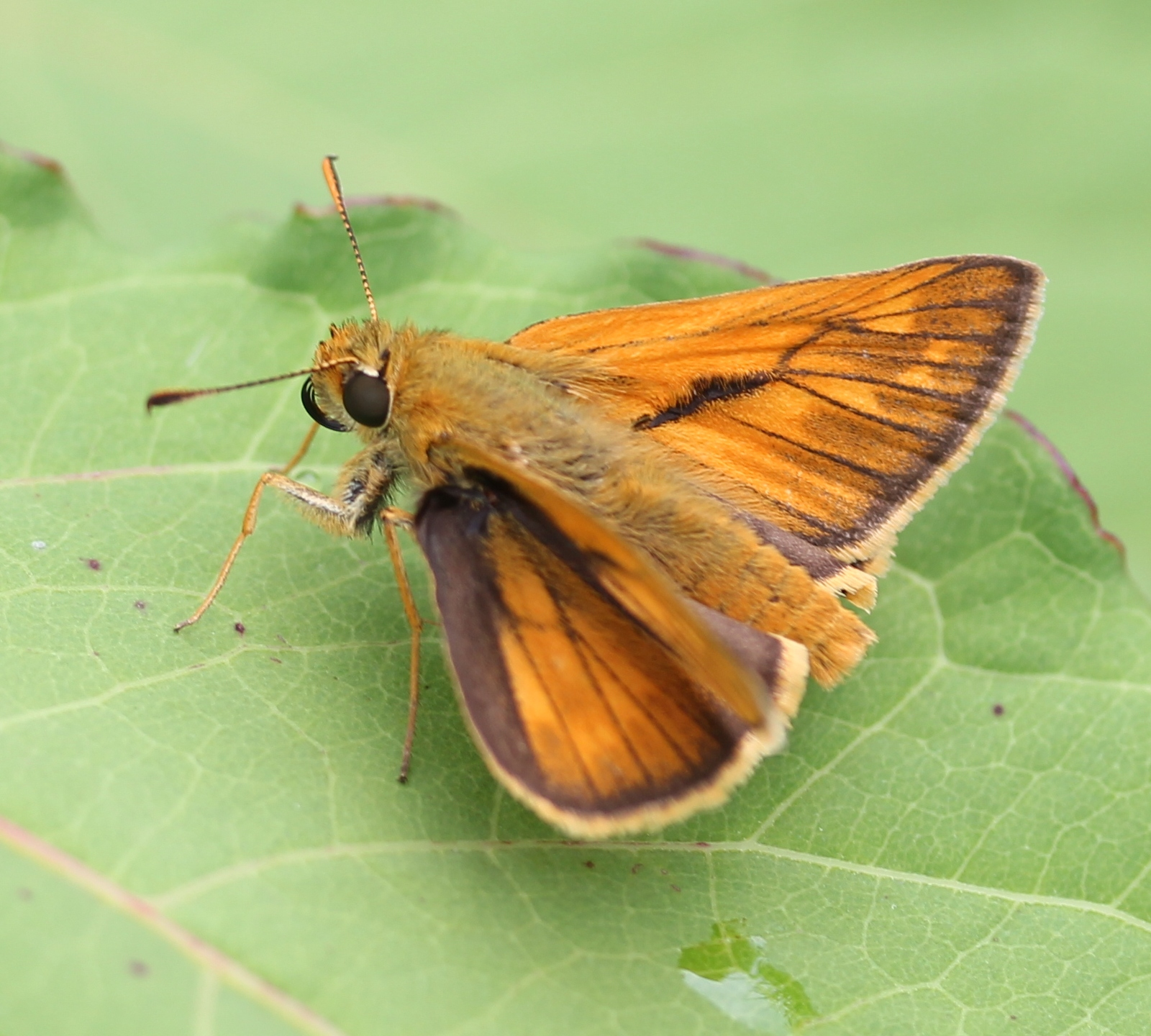
コキマダラセセリ

## 分布
北海道南部からトカラ列島まで。日本国外ではインド東部、中国、朝鮮半島、ロシア極東、マレー半島、フィリピン。